# Коростень (локомотивне депо)
Локомоти́вне депо́ «Ко́ростень» (ТЧ-7) — одне з 9 основних локомотивних депо Південно-Західної залізниці. Розташоване на станції Коростень-Подільський. Спеціалізується на ремонтних роботах рухомого складу та здійсненню пасажирських та вантажних перевезень.
Штат працівників налічує понад 1000 осіб.
Приписний парк депо становлять тепловози серії ЧМЕ3, М62, 2М62, 2ТЕ116.
Локомотивне депо виконує такі види ремонту й технічного обслуговування:
1. ТО-2 (М62, 2М62, 2М62У, 2ТЕ116, ЧМЕ3, ВЛ80, ДС3).
2. ТО-3 (М62, 2М62, 2М62У, 2ТЕ116, ЧМЕ3).
3. ТО-4 (М62, 2М62, 2М62У, 2ТЕ116, ЧМЕ3, ЧС4, ВЛ80). За необхідністю виконується локомотивами приватних підприємств, а саме тепловозами серії ТГМ4, ТЕМ2).
4. ТО-5 (М62, 2М62, 2ТЕ116, ЧМЕ3).
5. ПР-1 (М62, 2М62, 2ТЕ116, ЧМЕ3). За необхідністю виконується локомотивами приватних підприємств ТГМ4, ТЕМ2).
6. ПР-2 (М62, 2М62).
7. ПР-3 (ЧМЕ3) частково.

Тривалий час очолював підприємство Стадченко Микола Степанович 6 грудня 1963 року народження. Залізничну освіту здобував у Київському електромеханічному технікумі та Харківській залізничній академії. Загалом працював в депо вже понад 25 років.
У 2013 році локомотивне депо Коростень стало переможцем номінації «Найкращий платник податків» національного конкурсу «Найкращий підприємець року».
Підприємство бере активну участь у розвитку доброустрою Коростеня.

## Історичні відомості
Засноване 1903 року, невдовзі після спорудження залізниці Київ — Ковель, що пройшла через Коростень. На нинішньому місці перебуває з 1914 року. Збереглися деякі історичні споруди.
При депо діє музей історії.